# Jan Kal
Jan Pieter Kal (Haarlem, 18 december 1946) is een Nederlands dichter. Hij is vooral bekend van zijn vele sonnetten. Hij groeide op in Haarlem, maar verhuisde naar Amsterdam voor een studie medicijnen. Aan studeren kwam hij niet toe door een alles overheersende liefde, maar die bracht hem wel tot het schrijven van sonnetten. Jan Kal kan van weinig poëzie maken. Hij heeft een eigen spontane, weemoedige toon, waarin ook zijn humor een plaats kan vinden.
Kal debuteerde in 1974 met de bundel Fietsen op de Mont Ventoux. Zijn bundel Hun zeggen naar het titelgedicht over Johan Cruijff bevat 60 sonnetten.

## 1000 Sonnetten
In 1997 verscheen, ter gelegenheid van Kals vijftigste verjaardag, de verzamelbundel 1000 sonnetten 1966-1996, bij uitgeverij Nijgh & Van Ditmar. Kal beschouwde het als een eer om op zijn vijftigste een verzamelbundel te krijgen – "en nog wel bij een uitgeverij die ook de grote Slauerhoff uitgeeft, da's niet niks."
Kal oogstte bewondering door de vasthoudendheid waarmee hij steeds nieuwe correcties voor de bundel aanleverde. Uitgever Vic van de Reijt van Nijgh & Van Ditmar: 'Tot de laatste dag heeft Jan zitten veranderen. (…) Hij geeft al z'n wijzigingen nu achter onze rug om door aan de vormgever. Onze redactrice wordt stapelgek van Jan."
Het boek, dat 1248 pagina's telt, bevat niet alleen de duizend (en één) sonnetten, gerangschikt in een aantal "hoofdstukken", maar bevat ook een aantal registers, die samen bijna 100 pagina's in beslag nemen. Daarin vindt men bijvoorbeeld verschillende chronologisch overzichten, een overzicht van de frequentie van sonnetten in bloemlezingen, een namen-register, maar ook een overzicht van sonnetten met bijbelteksten en een overzicht van Bijbelplaatsen. 

## Bibliografie

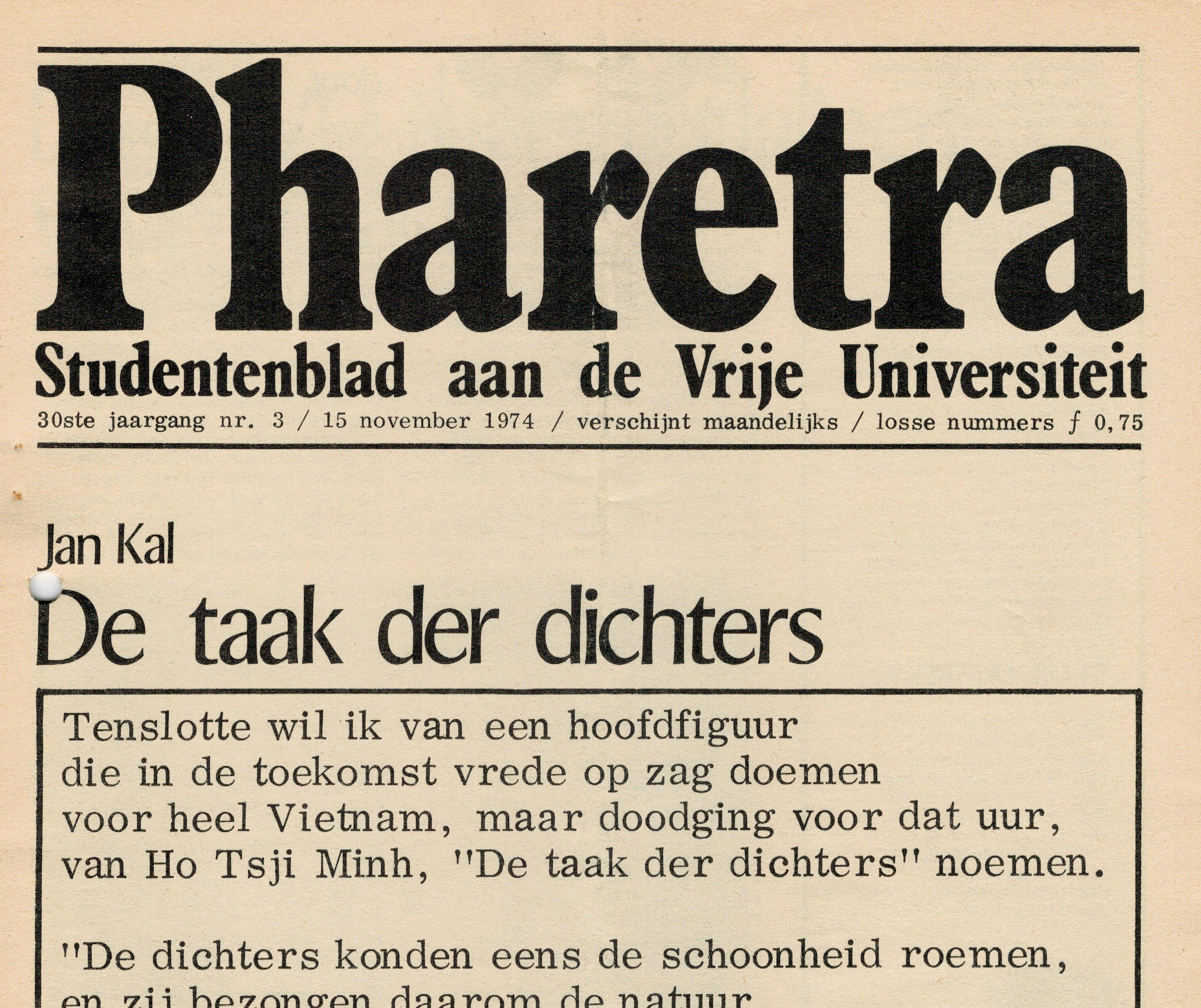
Pharetra - studentenblad aan de Vrije Universiteit van Amsterdam 1974; deel van omslag met gedicht van Jan Kal